# Pontelandolfo
Pontelandolfo – miejscowość i gmina we Włoszech, w regionie Kampania, w prowincji Benewent.
Według danych na I 2009 gminę zamieszkiwało prawie 2,4 tys. osób.

## Współpraca
- Waterbury, Stany Zjednoczone
- Lizbona, Portugalia